# Liste der Olympiasieger im Triathlon
Die Liste der Olympiasieger im Triathlon listet alle Sieger sowie die Zweit- und Drittplatzierten bei Olympischen Sommerspielen im Triathlon seit 2000 auf, gegliedert nach Männern und Frauen. Den Abschluss bilden die einzelnen Nationenwertungen.

## Wettbewerbe
Die Wettbewerbe im Triathlon für Männer und Frauen gehen über die „olympische Distanz“ (1,5 km Schwimmen, 40 km Radfahren und ein Lauf über 10 km). Bisher wurden 13 Goldmedaillen im Triathlon vergeben.

### Männer
| Olympia | Gold                 | Silber            | Bronze            |
| ------- | -------------------- | ----------------- | ----------------- |
| 2000    | Simon Whitfield      | Stephan Vuckovic  | Jan Řehula        |
| 2004    | Hamish Carter        | Bevan Docherty    | Sven Riederer     |
| 2008    | Jan Frodeno          | Simon Whitfield   | Bevan Docherty    |
| 2012    | Alistair Brownlee    | Javier Gómez      | Jonathan Brownlee |
| 2016    | Alistair Brownlee    | Jonathan Brownlee | Henri Schoeman    |
| 2020    | Kristian Blummenfelt | Alex Yee          | Hayden Wilde      |
| 2024    | Alex Yee             | Hayden Wilde      | Léo Bergère       |

### Frauen
| Olympia | Gold                | Silber               | Bronze         |
| ------- | ------------------- | -------------------- | -------------- |
| 2000    | Brigitte McMahon    | Michellie Jones      | Magali Messmer |
| 2004    | Kate Allen          | Loretta Harrop       | Susan Williams |
| 2008    | Emma Snowsill       | Vanessa Fernandes    | Emma Moffatt   |
| 2012    | Nicola Spirig       | Lisa Nordén          | Erin Densham   |
| 2016    | Gwen Jorgensen      | Nicola Spirig        | Vicky Holland  |
| 2020    | Flora Duffy         | Georgia Taylor-Brown | Katie Zaferes  |
| 2024    | Cassandre Beaugrand | Julie Derron         | Beth Potter    |

### Mixed-Staffel
| Olympia | Gold                                                                            | Silber                                                                     | Bronze                                                                   |
| ------- | ------------------------------------------------------------------------------- | -------------------------------------------------------------------------- | ------------------------------------------------------------------------ |
| 2020    | GroßbritannienJessica Learmonth Jonathan Brownlee Georgia Taylor-Brown Alex Yee | Vereinigte StaatenKatie Zaferes Kevin McDowell Taylor Knibb Morgan Pearson | FrankreichLéonie Périault Dorian Coninx Cassandre Beaugrand Vincent Luis |
| 2024    | DeutschlandTim Hellwig Lisa Tertsch Lasse Lührs Laura Lindemann                 | Vereinigte StaatenSeth Rider Taylor Spivey Morgan Pearson Taylor Knibb     | GroßbritannienAlex Yee Georgia Taylor-Brown Samuel Dickinson Beth Potter |

## Nationenwertungen

### Gesamt
| Platz | Land               | Gold | Silber | Bronze | Gesamt |
| ----- | ------------------ | ---- | ------ | ------ | ------ |
| 1.    | Großbritannien     | 4    | 3      | 4      | 11     |
| 2.    | Schweiz            | 2    | 2      | 2      | 6      |
| 3.    | Deutschland        | 2    | 1      | –      | 3      |
| 4.    | Australien         | 1    | 2      | 2      | 5      |
| 4.    | Neuseeland         | 1    | 2      | 2      | 5      |
| 4.    | Vereinigte Staaten | 1    | 2      | 2      | 5      |
| 7.    | Kanada             | 1    | 1      | –      | 2      |
| 8.    | Frankreich         | 1    | –      | 2      | 3      |
| 9.    | Bermuda            | 1    | –      | –      | 1      |
| 9.    | Norwegen           | 1    | –      | –      | 1      |
| 9.    | Österreich         | 1    | –      | –      | 1      |
| 12.   | Portugal           | –    | 1      | –      | 1      |
| 12.   | Schweden           | –    | 1      | –      | 1      |
| 12.   | Spanien            | –    | 1      | –      | 1      |
| 15.   | Südafrika          | –    | –      | 1      | 1      |
| 15.   | Tschechien         | –    | –      | 1      | 1      |

### Männer
| Platz | Land           | Gold | Silber | Bronze | Gesamt |
| ----- | -------------- | ---- | ------ | ------ | ------ |
| 1.    | Großbritannien | 3    | 2      | 1      | 6      |
| 2.    | Neuseeland     | 1    | 2      | 2      | 5      |
| 3.    | Kanada         | 1    | 1      | –      | 2      |
| 3.    | Deutschland    | 1    | 1      | –      | 2      |
| 5.    | Norwegen       | 1    | –      | –      | 1      |
| 6.    | Spanien        | –    | 1      | –      | 1      |
| 7.    | Frankreich     | –    | –      | 1      | 1      |
| 7.    | Schweiz        | –    | –      | 1      | 1      |
| 7.    | Südafrika      | –    | –      | 1      | 1      |
| 7.    | Tschechien     | –    | –      | 1      | 1      |

### Frauen
| Platz | Land               | Gold | Silber | Bronze | Gesamt |
| ----- | ------------------ | ---- | ------ | ------ | ------ |
| 1.    | Schweiz            | 2    | 2      | 1      | 5      |
| 2.    | Australien         | 1    | 2      | 2      | 5      |
| 3.    | Vereinigte Staaten | 1    | –      | 2      | 3      |
| 4.    | Bermuda            | 1    | –      | –      | 1      |
| 4.    | Frankreich         | 1    | –      | –      | 1      |
| 4.    | Österreich         | 1    | –      | –      | 1      |
| 7.    | Großbritannien     | –    | 1      | 2      | 3      |
| 8.    | Portugal           | –    | 1      | –      | 1      |
| 8.    | Schweden           | –    | 1      | –      | 1      |